# Frecuencia natural
Un sólido alterado de su posición de descanso tiende a vibrar a ciertas frecuencias denominadas naturales o resonantes cuando este es excitado. Para cada frecuencia natural, el sólido adquiere una determinada forma denominada forma modal. El análisis de frecuencia calcula las frecuencias naturales y las formas modales asociadas.

## Caracterización y comportamiento de la frecuencia natural
Cuando la frecuencia de la fuente emisora de ondas coincide con la frecuencia natural del resonador (objeto que oscila) se llega a una condición conocida como resonancia. La resonancia se define como la tendencia de un sistema físico a oscilar con una amplitud mayor en algunas frecuencias. La amplitud del sistema oscilante depende de la magnitud de la fuerza que se le aplique periódicamente al emisor de ondas y también está relacionada con las frecuencias de ondas del emisor y la frecuencia natural del sistema oscilante. Si la diferencia entre la frecuencia del emisor y la frecuencia del resonador es grande la amplitud del sistema resonador será mínima. Al igual que mientras más diferentes sean las frecuencias entre el generador y el resonador, se requerirá de mayor cantidad de energía para crear determinadas amplitudes de oscilación.
En condición de resonancia, una fuerza de magnitud pequeña aplicada por el emisor puede lograr grandes amplitudes de oscilación en el sistema resonador, creando con ello perturbaciones marcadas en el sistema resonador.

## Resonadores
Un sistema físico puede tener tantas frecuencias naturales o de resonancia como grados de libertad; cada grado de libertad puede vibrar como un oscilador armónico. Los sistemas que tienen un solo grado de libertad, tales como una masa conectada a un resorte, péndulos, volantes reguladores, y circuitos RLC tienen una sola frecuencia de resonancia. Los sistemas con dos grados de libertad, tales como los péndulos acoplados y transformadores resonantes pueden tener dos frecuencias de resonancia. En la medida que aumenta el número de osciladores armónicos acoplados, el tiempo requerido para transferir energía entre ellos se vuelve significativo. Las vibraciones en ellos comienzan a desplazarse mediante ondas a través de los osciladores armónicos acoplados, de un oscilador al siguiente.
Aquellos objetos dentro de los cuales pueden producirse resonancia a causa de vibraciones dentro de ellos se denominan resonadores, como ser tubos de órganos, cuerdas vibrantes, cristales de cuarzo, cavidades de microondas, y barras láser. Dado que es posible interpretar que cada uno está formado de millones de partes móviles acopladas (como por ejemplo átomos), ellos pueden tener millones de frecuencias resonantes. Las vibraciones se transmiten dentro de ellos en forma de ondas, a una velocidad aproximadamente constante, rebotando una y otra vez entre los lados del resonador. Si la distancia entre los lados es {\displaystyle d\,}, la longitud de un viaje completo es {\displaystyle 2d\,}. Para que se pueda producir una resonancia, la fase de una onda sinusoidal luego de un viaje de ida y vuelta debe ser igual a la fase inicial, de forma tal que las ondas se refuercen. Por lo que la condición para que se produzca resonancia en un resonador es que la distancia del viaje de ida y vuelta, {\displaystyle 2d\,}, sea igual a un número entero de longitudes de onda {\displaystyle \lambda \,} de la onda:
{\displaystyle 2d=N\lambda ,\qquad \qquad N\in \{1,2,3,\dots \}}
Si la velocidad de una onda es {\displaystyle v\,}, la frecuencia es {\displaystyle f=v/\lambda \,} por lo que las frecuencias resonantes son:
{\displaystyle f={\frac {Nv}{2d}}\qquad \qquad N\in \{1,2,3,\dots \}}
Por lo tanto las frecuencias resonantes de los resonadores, denominadas modos normales, son múltiplos equiespaciados de la menor frecuencia denominada la frecuencia fundamental.

## Análisis físico de las frecuencias
Para hacer el análisis del efecto de resonancia y facilitar su entendimiento, se analiza el efecto «columpio» de un muelle elástico, el cual tiene una fuerza interna denominada (F) la cual se opone a las perturbaciones de una fuerza externa; en caso de ser expuesto a una fuerza externa comienza a oscilar infinitamente, es decir se moverá con un comportamiento de movimiento armónico simple y esto corresponderá a una función senoidal que representará oscilaciones en una frecuencia natural (w0).
Se analizan las ecuaciones:
Partiendo de la ecuación para un resorte:
{\displaystyle F=-kx\!\,}
Donde:
k = Constante física de elasticidad del objeto (muelle)

x= es el desplazamiento que presenta el cuerpo

Basándose en la segunda ley de Newton:
{\displaystyle F=ma\!\,}
Tenemos:
{\displaystyle ma=-kx\!\,}
Es decir:
{\displaystyle m{\frac {\delta ^{2}x}{\delta t^{2}}}=-kx}
{\displaystyle {\frac {\delta ^{2}x}{\delta t^{2}}}={\frac {-kx}{m}}\dotsb EC.1}
Analizando la ecuación del movimiento armónico simple:
{\displaystyle x=A\operatorname {sen}(w_{0}t)\!\,}
Y derivándola dos veces:
{\displaystyle {\frac {dx}{dt}}=Aw_{0}\cos(w_{0}t)}
{\displaystyle {\frac {d^{2}x}{dt^{2}}}=-Aw_{0}^{2}\operatorname {sen}(w_{0}t)\cdots Ec.2}
Se igualan las ecuaciones 1 y 2.
{\displaystyle {\frac {-kx}{m}}=-Aw_{0}^{2}\operatorname {sen}(w_{o}t)}
Sustituimos x por {\displaystyle x=A\operatorname {sen}(w_{0}t)\!\,} para que nos quede:
{\displaystyle {\frac {-kx}{m}}=-w_{0}^{2}x}
Si despejamos W0 tenemos que:
{\displaystyle w_{0}^{2}={\frac {k}{m}}\cdots Ec.3}
Una fuerza oscilante como la del columpio en ausencia de amortiguamiento, o fuerzas no conservativas los osciladores subirán y bajarán debido a la fuerza interna del sistema de acuerdo a la ecuación:
{\displaystyle F=-kx\!\,}
En dado caso que se aplique una fuerza externa al sistema tenemos:
{\displaystyle {\begin{aligned}F&=-kx+F_{0}\operatorname {sen}(wt)\\ma&=-kx+ma_{0}\operatorname {sen}(wt)\\m{\frac {\delta ^{2}x}{\delta ^{2}t}}&=-kx+ma_{0}\operatorname {sen}(wt)\end{aligned}}}
{\displaystyle {\frac {\delta ^{2}x}{\delta ^{2}t}}={\frac {-kx}{m}}+a_{0}\operatorname {sen}(wt)\cdots Sustituyendo\ con\ la\ Ec.3}
{\displaystyle {\frac {\delta ^{2}x}{\delta ^{2}t}}=xw_{0}^{2}+a_{0}\operatorname {sen}(wt)\cdots Ec.4}
Siguiendo con el análisis de fuerzas externas:
{\displaystyle {\begin{aligned}x_{1}&=-A\operatorname {sen}(w_{0}t)\\x_{2}&=A\operatorname {sen}(wt)\\x&=-A\operatorname {sen}(w_{0}t)+A\operatorname {sen}(wt)\end{aligned}}}
Y derivándola dos veces:
{\displaystyle {\frac {dx}{dt}}=Aw_{0}\cos(w_{0}t)+Aw\cos(wt)}
{\displaystyle {\frac {d^{2}x}{d^{2}t}}=-Aw_{0}^{2}\operatorname {sen}(w_{0}t)-Aw^{2}\operatorname {sen}(wt)\cdots Ec.5}

Se igualan las ecuaciones 4 y 5.
{\displaystyle -Aw_{0}^{2}\operatorname {sen}(w_{0}t)-Aw^{2}\operatorname {sen}(wt)=xw_{0}^{2}+a_{0}\operatorname {sen}(wt)}
Simplificando:
{\displaystyle A\operatorname {sen}(wt)(w_{0}^{2}-w^{2})=a_{0}\operatorname {sen}(wt)}

Despejando A:
{\displaystyle A={\frac {a_{0}}{w_{0}^{2}-w^{2}}}\cdots -Ec.6}
Si sustituimos la aceleración llegamos a una expresión:
{\displaystyle A={\frac {F_{0}}{m(w_{0}^{2}-w^{2})}}}
Donde A representa la amplitud de las nuevas oscilaciones creada por la fuerza externa, la Amplitud está determinada por la magnitud de la Fuerza y también de la proximidad de frecuencias entre la frecuencia natural w0 y la frecuencia w.
En un sistema oscilante ya sea un puente, muelle, instrumento musical o copa de vidrio, la amplitud de las oscilaciones provocada por la fuerza externa estará determinada por la proximidad de las frecuencias.

## Análisis Gráfico de la frecuencia natural
En la siguiente gráfica se observa la amplitud de un sistema resonante, para una magnitud constante de fuerza que es aplicada periódicamente, en relación con frecuencia del generador y la frecuencia natural del resonador. 

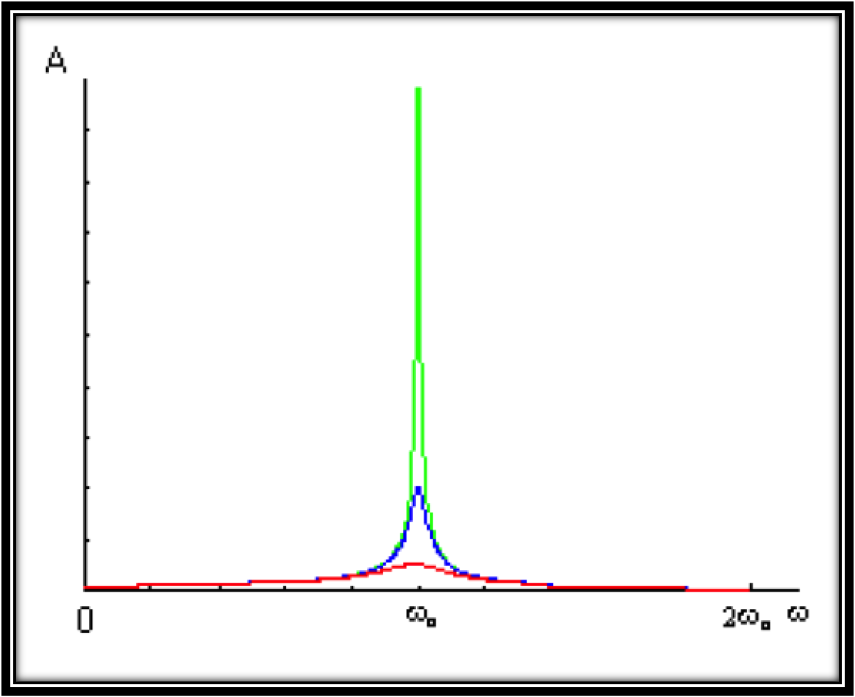
Gráfica frecuencia 101.